# هيدروكربون غير مشبع
الهيدروكربون غير المشبع هو اسم أحد أنواع الجزيئات العضوية في الكيمياء العضوية، التي تحتوى على سلسة كربونية. وترجع كلمة «عدم تشبع» إلى وجود رابطة ثنائية أو ثلاثية على الأقي السلسلة الكربونية.

## الأنواع
ويوجد للهيدروكربونات غير المشبعة ثلاثة أنواع:
- الألكينات.
- الألكاينات.
- الدايينات. (بالإضافة إلى «بولينات» و«بوليينات»)

الخواص الفيزيائية للهيدروكربونات غير المشبعة تشابه كثيرا الخواص الفيزيائية للمركبات المشبعة المقابلة. والهيدروكربونات غير المشبعة بصفة عامة شحيحة الذوبان في الماء.
وباستثناء المركبات الأروماتية، فإن الهيدروكربونات غير المشبعة لها نشاط عالي وتقبل تفاعلات الإضافة على الروابط المتعددة بها (الرابطة الثنائية أو الثلاثية). والمتفاعلات الشائعة الإضافة هي هاليدات الهيدروجين، الماء، حمض الكبريتيك، الهالوجينات في حالتها العنصرية، والكحولات.

## معرض صور

## اقرأ أيضاً
- تشبع